# П
П, п は、キリル文字のひとつ。ギリシャ文字の Π（パイ）に由来する文字で、ラテン文字の P に相当する文字である。なお、キリル文字の Р は別の文字である。

## 呼称
- ロシア語: пэ（ペー）
- ウクライナ語：ペー
- ブルガリア語: пъ（プ）
- キルギス語：ペー

## 音素
原則として /p/ を表す。

## アルファベット上の位置
ロシア語・ベラルーシ語の第 17 字母、ウクライナ語・マケドニア語の第 20 字母、ブルガリア語の第 16 字母、セルビア語の第 19 字母である。

## 符号位置
| 大文字 | Unicode | JIS X 0213 | 文字参照        | 小文字 | Unicode | JIS X 0213 | 文字参照        | 備考 |
| ------ | ------- | ---------- | --------------- | ------ | ------- | ---------- | --------------- | ---- |
| П      | U+041F  | 1-7-17     | &#x41F; &#1055; | п      | U+043F  | 1-7-65     | &#x43F; &#1087; |      |